# Szlányi Lajos
Szlányi Lajos (Pest, 1869. augusztus 4. – Budapest, 1949. december 8.) festő.

## Életútja
Szlányi József és Fonszek Johanna fia. Budapesten kezdte művészeti tanulmányait a Mintarajziskolában. Két és fél évig Székely Bertalannak és Greguss Jánosnak volt a növendéke. Lotz Károlytól három évig tanult. 1892-ben a karlsruhei akadémiára ment, Bockelmann és Baisch Hermann professzorok tanítványa lett. Előbbi a figurális festés tanára volt, utóbbi pedig az állatfestői iskolát végezte. Náluk is, tőlük is, csak úgy, mint Székely Bertalantól és Lotztól a rajzolás megbecsülését tanulta. Szlányi pedig jó ideig azután, hogy az iskolából kikerült, s hogy az iskolaiságból is kiszabadult, s a dekorációs tájképfestészettel kacérkodott, a két irány között ingadozott. Hol az abszolút szín, hol a szent forma híve volt, de ingadozásához az erőt és a kedvet a rajzában való bizakodása adott neki. Németországból hazajött és tájképfestő lett. A vizek vonzották. A vízszín csillogásában a mozgás elemét látta. Kezdetben a tájképeiben dominálón érvényesítette figurális és állatfestői tanulmányait. A Balaton, a Velencei-tó, a Csallóköz tájékai közül válogatta ki motívumait, s eleinte a természet nagy pátoszát szólaltatta meg e képekben.
1900-ban Párizsba és onnan Olaszországba ment. Ez a párizsi út vitte festészetének második állomására. Oda, ahol sokféle szándék és sokféle új hatás fogalmaztatta meg vele képeit, ahol a dekoráció érzelgésbe olvadt, s az érzelgés a csakis festőiségre való gondolattal ütközött össze. Néhány képe ettől az összetűzéstől izgalmasan zavaros, s ezzel sajátságosán érdekes lett. De vannak e korszakának képei között olyanok is, amelyekben a dekoráció uralkodik, mégpedig olyannyira, hogy azok a képek egyenesen stilizáltak és olyanok is, amelyekben a hangulat dominál, mégpedig annyira, hogy egyenesen az irodalmi hatásukkal hatnak. Ezek azok a képei, amelyek költői voltuk révén lettek népszerűvé.
Tanulmányúton járt Németországban, Franciaországban, Angliában, Hollandiában és Belgiumban, 1896 körül Nagybányán is megfordult.
1902-ben Szolnokra került, s ekkor a szolnoki művésztelepnek lett a tagja, ahol a nyaranta odalátogató főiskolásokat tanította tájképfestészetre. Mihalik Dániellel és Olgyay Ferenccel együtt alkották a szolnoki tájképfestő triászt. Az Alföldön szerezte meg az angol tájfestés megértésének tehetségét. Itt alkotta meg naturalista stílusú, de finom festőiséggel ábrázolt alföldi tájait (Tiszavidéki táj; Zagyvapart Szolnokon; Napfény a fenyvesben; Misefai házak; Falu télen; Margit-híd). Háromszor is kint járt Angliában. Megértette az angol képeket az angol tájékban, az angol levegőben, az angliai világosságban, s a megértett képek nyomán magukat festőiket. Az ő készségük titkát: a magátólértetődést a látásban és ábrázolásban.
Később a felvidéki városok szolgáltattak számára festői témát. 1893-tól állította ki műveit a Műcsarnokban, ahol 1908-ban gyűjteményes kiállítása is volt. Számos festménye megtalálható a Magyar Nemzeti Galériában.
Szlányi Lajost idehaza is elismerték, kint is megbecsülték. Itthon a közönség is, a művészet adminisztrációja is, amely a gr. Andrássy Dénes-féle nagy ösztöndíjat juttatta neki. 1898-ban Esterházy-díjat, 1899-ben kis aranyérmet, 1916-ban Rökk-díjat nyert.
Felesége Eötvös Flóra (1878–1946) volt, Eötvös Károly Lajos és Ujhelyi Terézia lánya, akivel 1903. november 24-én Szolnokon kötött házasságot.